# Vlachova Lhota
Vlachova Lhota (in tedesco Lhota Wlachowa) è un comune della Repubblica Ceca facente parte del distretto di Zlín, nella regione di Zlín.